# Osiedle Miłocin
Osiedle Miłocin – osiedle nr XXVIII miasta Rzeszowa, utworzone dnia 9 lutego 2010, na mocy uchwały Rady Miasta Rzeszowa. Powstało po przyłączeniu do miasta części wsi Miłocin. Jest jednym z najmniej zaludnionych osiedli Rzeszowa. Dnia 31 grudnia 2016 r. liczyło 956 mieszkańców, a według stanu na dzień 10 maja 2019 r. osiedle zamieszkiwało 997 osób. Według stanu na 31 października 2019 r. osiedle liczyło 1006 mieszkańców.